# Sacrifice (2014)
Pour les articles homonymes, voir Sacrifice.
Sacrifice 2014  est un spectacle de catch organisé par la fédération Total Nonstop Action Wrestling (TNA) disponible en paiement à la séance ou pay-per-view. C'est le deuxième événement de ce genre pour la TNA en 2014. Il a eu lieu dans l'Universal Studios Florida, à Orlando, Floride le 27 avril 2014. C'est la neuvième édition de Sacrifice.

## Contexte
Les spectacles de la Total Nonstop Action Wrestling en paiement à la séance sont constitués de matchs aux résultats prédéterminés par les scénaristes de la TNA. Ces rencontres sont justifiées par des storylines - une rivalité avec un catcheur, la plupart du temps - ou par des qualifications survenues dans les émissions de la TNA telles que TNA Xplosion et TNA Impact!. Tous les catcheurs possèdent un gimmick, c'est-à-dire qu'ils incarnent un personnage face (gentil), heel (méchant) ou tweener (neutre, apprécié du public), qui évolue au fil des rencontres. Un pay-per-view comme Sacrifice est donc un événement tournant pour les différentes storylines en cours.

## Tableau des Matches
| #                                                                | Match,                                                                                                  | Stipulation                                                                        | Durée |
| ---------------------------------------------------------------- | --- | ---------------------------------------------------------------------------------- | ----- |
| 1                                                                | The Wolves (Davey Richards et Eddie Edwards) battent The BroMans (Jessie Godderz, Robbie E et DJ Z) (c) | 3-on-2 Handicap No Disqualification match pour les TNA World Tag Team Championship | 10:14 |
| 2                                                                | Mr. Anderson (avec Christy Hemme) bat Samuel Shaw                                                       | Committed match                                                                    | 10:30 |
| 3                                                                | Kurt Angle et Willow battent Ethan Carter III et Rockstar Spud                                          | Tag Team Match                                                                     | 9:04  |
| 4                                                                | Sanada (c) bat Tigre Uno                                                                                | Best of Three Series match (3e match) pour le TNA X Division Championship          | 9:29  |
| 5                                                                | Gunner bat James Storm                                                                                  | I Quit Match                                                                       | 18:50 |
| 6                                                                | Angelina Love (avec Velvet Sky) bat Madison Rayne (c)                                                   | Match simple pour le TNA Women's Knockout Championship                             | 8:08  |
| 7                                                                | Bobby Roode bat Bully Ray                                                                               | Tables Match                                                                       | 13:42 |
| 8                                                                | Eric Young (c) bat Magnus                                                                               | Match simple pour le TNA World Heavyweight Championship                            | 15:50 |
| (c) désigne le(s) champion(s) défendant son titre dans le match. | |                                                                                    |       |